# Cees de Boer (fotograaf)
Cees de Boer (20 juli 1918 - Haarlem, 15 augustus 1985) was een Nederlandse persfotograaf.

## Levensloop
De Boer werkte tot aan de bevrijding van de Duitse bezetting in Nederland bij een fotohandel in Overveen. Twee weken na de bevrijding richtte hij fotoburo De Boer op dat vanaf 1945 dagelijks nieuws op beeld vastlegde, aanvankelijk voor Het Parool en De Patriot. Later werkte hij voor landelijke dagbladen en het Haarlems Dagblad. In de hoogtijdagen werkten er vijf fotografen waaronder zijn zoon Poppe de Boer, die na zijn pensioen in 1983 het fotoburo voortzette tot 2004. Daarna werd het overgenomen door de fotografen Paul Vreeker en Touisant Kluiters onder de naam United Photos.
De Boer overleed op 67-jarige leeftijd aan een ernstige ziekte.

## Prijzen

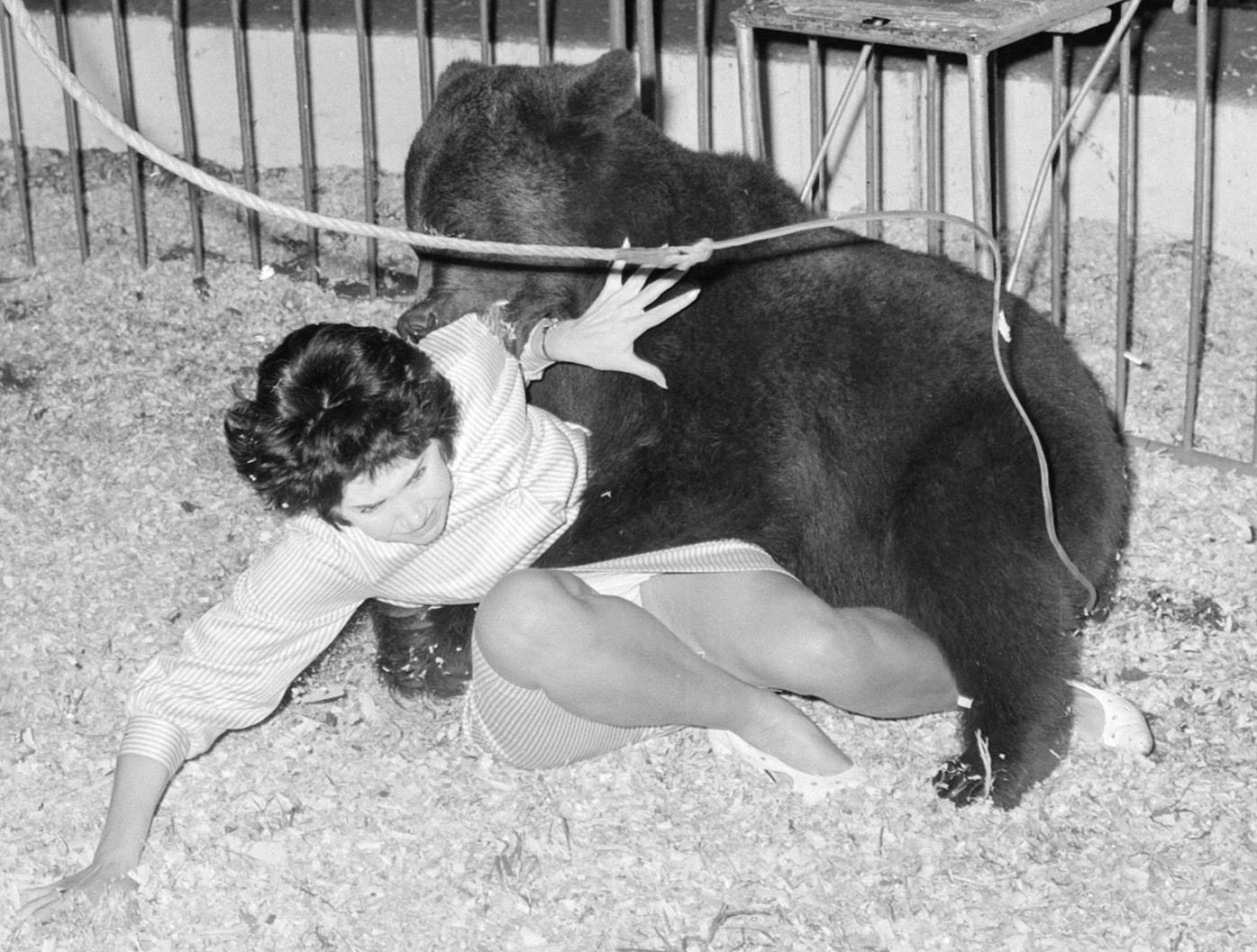
Winnende foto uit 1962 voor de Zilveren Camera en World Press Photo onderdeel nieuws

In 1961-1962 won de Boer de Zilveren Camera met een foto van de perschef van circus Boltini, Ria Kuyken, die door een beer aangevallen werd. Met dezelfde foto won hij in 1962 de World Press Photo van het jaar in de categorie Nieuws.

## Collectie
Vanwege het tijdsbeeld van de foto's heeft het Noord-Hollands Archief in 2013 voor 60.000 euro de fotocollectie bestaande uit 2 miljoen negatieven van fotoburo de Boer inclusief de rechten aangekocht van Poppe de Boer.
De beelden zijn online te bekijken op de site van het NH archief. De collectie bestaat uit circa 2.000.000 kleinbeeld opnames, films en negatieven.